# Standbeeld van Jagernath Lachmon (Onafhankelijkheidsplein)

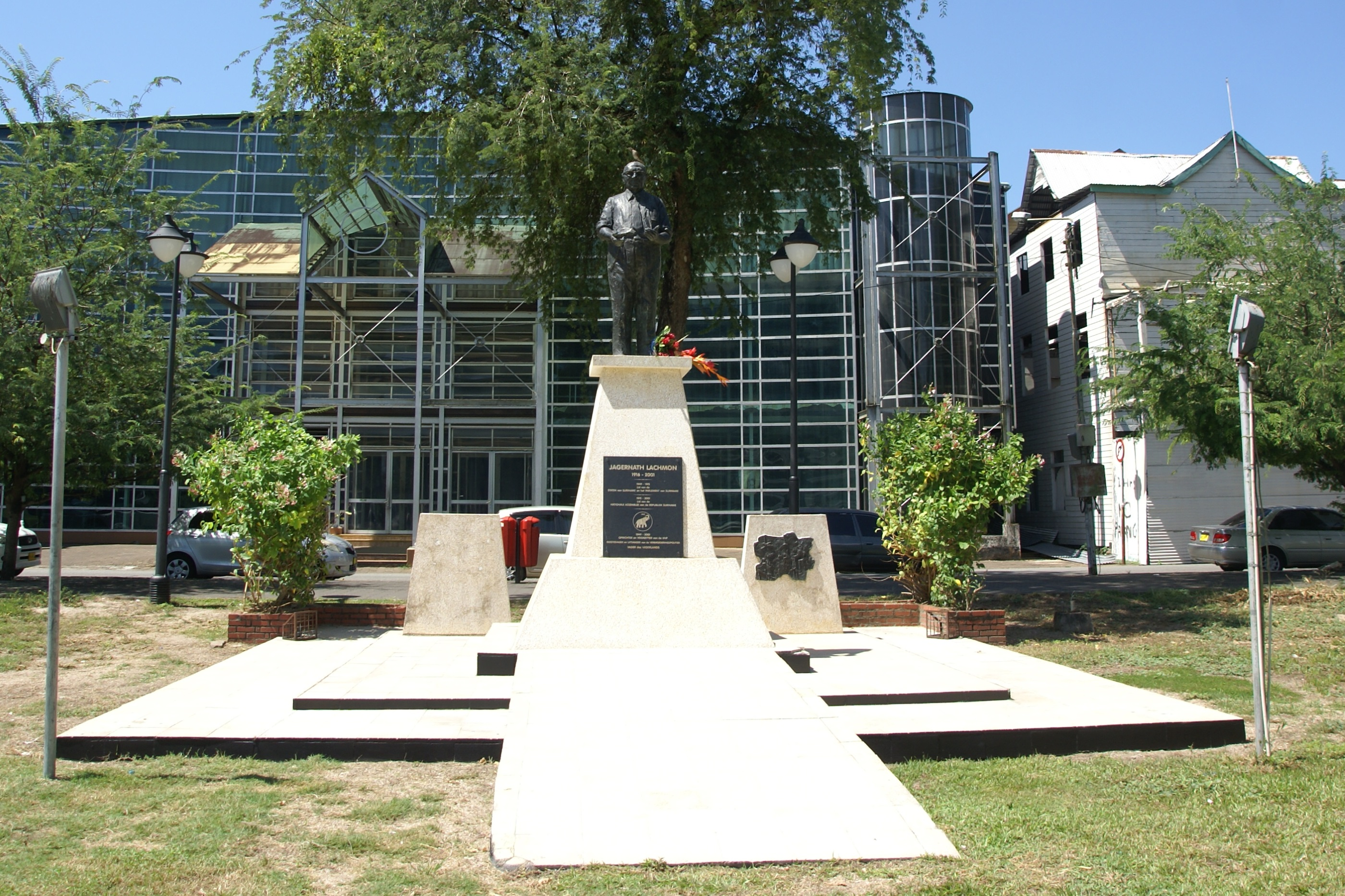
Het standbeeld van Jagernath Lachmon met op de achtergrond de Congreshal.

Het standbeeld van Jagernath Lachmon staat op het Onafhankelijkheidsplein in Paramaribo, Suriname.
In 2002 werd door de toenmalige president Ronald Venetiaan het beeld van de advocaat en politicus Jagernath Lachmon (1916-2001) onthuld.
Lachmon was een belangrijk voorvechter van het algemeen kiesrecht en stond bekend om zijn verbroederingspolitiek. Op de bijbehorende plaquette wordt hij beschreven als Vader des Vaderlands.
Het beeld werd vervaardigd door kunstenaar Erwin de Vries. 
Het beeld werd op korte afstand geplaatst van het standbeeld van Johan Adolf Pengel. De kunstenaar vindt deze korte afstand ongepast gezien het feit dat ze in leven politieke tegenspelers waren.
Er staat ook nog een standbeeld van Jagernath Lachmon bij het partijcentrum De Olifant in Paramaribo en een borstbeeld van Jagernath Lachmon op het Brasaplein in Nieuw-Nickerie.